# Il giustiziere (film 1929)
Il giustiziere (The Charlatan) è un film del 1929 diretto da George Melford. Girato muto, gli vennero aggiunte scene sonorizzate e parlate.
La sceneggiatura si basa sul lavoro teatrale The Charlatan di Ernest Pascal e Leonard Praskins andato in scena a Broadway al Times Square Theatre il 24 aprile 1922.

## Trama
Peter Dwight, il clown di un circo, viene abbandonato dalla moglie Florence che scappa con il ricco Richard Talbot portandosi via la loro bambina. Quindici anni più tardi, Dwight lavora facendosi passare per veggente. Incontra per caso Florence che sta per lasciare Talbot come anni prima aveva fatto con lui. Mentre Dwight intrattiene gli ospiti durante una festa, la donna viene uccisa e dell'omicidio viene accusato l'ex marito. Dwight, però, riesce a dimostrare che il vero colpevole è Talbot che ha cercato di impedire la fuga dell'amante. Scagionato dall'accusa, Dwight può riunirsi alla figlia perduta.

## Produzione
Il film fu prodotto dall'Universal Pictures.

## Distribuzione
Il copyright del film, richiesto dalla Universal Pictures Corp., fu registrato il 29 marzo 1929 con il numero LP259
Distribuito dall'Universal Pictures, il film uscì nelle sale cinematografiche statunitensi il 14 aprile 1929, dopo essere stato presentato in prima a New York il 7 aprile.